# Campeonato Europeu de Ginástica Rítmica
O Campeonato Europeu de Ginástica Rítmica é a mais importante competição de ginástica rítmica do continente europeu. Foi realizado pela primeira vez em 1978. O Campeonato Europeu e o Campeonato Europeu Juvenil foram unidos em 1993. A competição é organizada pela União Europeia de Ginástica.

## Edições
Sêniores e Juvenis:
| Ano  | Edição | Edição | Cidade Sede | País Anfitrião | Eventos |
| Ano  | S      | J      | Cidade Sede | País Anfitrião | Eventos |
| ---- | ------ | ------ | ----------- | -------------- | ------- |
| 1978 | 1      | -      | Madrid      | Espanha        | 5 + 0   |
| 1980 | 2      | -      | Amsterdam   | Países Baixos  | 6 + 0   |
| 1982 | 3      | -      | Stavanger   | Noruega        | 6 + 0   |
| 1984 | 4      | -      | Viena       | Áustria        | 6 + 0   |
| 1986 | 5      | -      | Florença    | Itália         | 6 + 0   |
| 1987 | -      | 1      | Atenas      | Grécia         | 0 + 6   |
| 1988 | 6      | -      | Helsinque   | Finlândia      | 8 + 0   |
| 1989 | -      | 2      | Tenerife    | Espanha        | 0 + 7   |
| 1990 | 7      | -      | Gotemburgo  | Suécia         | 9 + 0   |
| 1991 | -      | 3      | Lisboa      | Portugal       | 0 + 7   |
| 1992 | 8      | -      | Stuttgart   | Alemanha       | 9 + 0   |
| 1993 | 9      | 4      | Bucareste   | Roménia        | 3 + 6   |
| 1994 | 10     | 5      | Tessalônica | Grécia         | 7 + 1   |
| 1995 | 11     | 6      | Praga       | Chéquia        | 3 + 6   |
| 1996 | 12     | 7      | Asker       | Noruega        | 6 + 1   |
| 1997 | 13     | 8      | Patras      | Grécia         | 8 + 1   |
| 1998 | 14     | -      | Porto       | Portugal       | 6 + 0   |
| 1999 | 15     | 9      | Budapeste   | Hungria        | 8 + 1   |
| 2000 | 16     | -      | Zaragoza    | Espanha        | 6 + 0   |
| 2001 | 17     | 10     | Genebra     | Suíça          | 7 + 1   |
| 2002 | 18     | -      | Granada     | Espanha        | 2 + 0   |
| 2003 | 19     | 11     | Riesa       | Alemanha       | 7 + 1   |
| 2004 | 20     | -      | Kiev        | Ucrânia        | 2 + 0   |
| 2005 | 21     | 12     | Moscou      | Rússia         | 5 + 1   |
| 2006 | 22     | 13     | Moscou      | Rússia         | 4 + 5   |
| 2007 | 23     | 14     | Baku        | Azerbaijão     | 5 + 1   |
| 2008 | 24     | 15     | Turin       | Itália         | 4 + 5   |
| 2009 | 25     | 16     | Baku        | Azerbaijão     | 5 + 1   |

| Ano  | Edição | Edição | Cidade Sede     | País Anfitrião | Eventos   |
| Ano  | S      | J      | Cidade Sede     | País Anfitrião | Eventos   |
| ---- | ------ | ------ | --------------- | -------------- | --------- |
| 2010 | 26     | 17     | Bremen          | Alemanha       | 4 + 5     |
| 2011 | 27     | 18     | Minsk           | Bielorrússia   | 5 + 2     |
| 2012 | 28     | 19     | Nizhny Novgorod | Rússia         | 4 + 5     |
| 2013 | 29     | 20     | Viena           | Áustria        | 5 + 2     |
| 2014 | 30     | 21     | Baku            | Azerbaijão     | 4 + 5     |
| 2015 | 31     | 22     | Minsk           | Bielorrússia   | 5 + 2     |
| 2016 | 32     | 23     | Holon           | Israel         | 4 + 5     |
| 2017 | 33     | 24     | Budapeste       | Hungria        | 4.5 + 1.5 |
| 2018 | 34     | 25     | Guadalajara     | Espanha        | 4.5 + 4.5 |
| 2019 | 35     | 26     | Baku            | Azerbaijão     | 4.5 + 3.5 |
| 2020 | 36     | 27     | Kiev            | Ucrânia        | 4.5 + 4.5 |
| 2021 | 37     | 28     | Varna           | Bulgária       | 9 + 3     |
| 2022 | 38     | 29     | Tel Aviv        | Israel         | 9 + 5     |
| 2023 | 39     | 30     | Baku            | Azerbaijão     |           |
| 2024 | 40     | 31     | Budapeste       | Hungria        |           |

## Medalhistas

### Equipes
| Ano  | Local                | Ouro            | Prata        | Bronze           |
| ---- | -------------------- | --------------- | ------------ | ---------------- |
| 1990 | Gotemburgo, Suécia   | União Soviética | Bulgária     | Espanha          |
| 1992 | Stuttgart, Alemanha  | Bulgária        | Bielorrússia | Rússia · Espanha |
| 1994 | Tessalônica, Grécia  | Ucrânia         | Bielorrússia | Bulgária         |
| 1996 | Asker, Noruega       | Ucrânia         | Bielorrússia | Bulgária         |
| 1998 | Porto, Portugal      | Bielorrússia    | Ucrânia      | Rússia           |
| 2000 | Zaragoza, Espanha    | Rússia          | Bielorrússia | Alemanha         |
| 2002 | Granada, Espanha     | Rússia          | Ucrânia      | Bulgária         |
| 2004 | Kiev, Ucrânia        | Rússia          | Ucrânia      | Bielorrússia     |
| 2005 | Moscou, Rússia       | Rússia          | Ucrânia      | Bielorrússia     |
| 2007 | Baku, Azerbaijão     | Rússia          | Ucrânia      | Azerbaijão       |
| 2009 | Baku, Azerbaijão     | Rússia          | Azerbaijão   | Ucrânia          |
| 2011 | Minsk, Bielorrússia  | Rússia          | Bielorrússia | Ucrânia          |
| 2013 | Viena, Áustria       | Rússia          | Ucrânia      | Bielorrússia     |
| 2015 | Minsk, Bielorrússia  | Rússia          | Bielorrússia | Ucrânia          |
| 2017 | Budapeste, Hungria   | Rússia          | Bielorrússia | Bulgária         |
| 2018 | Guadalajara, Espanha | Rússia          | Ucrânia      | Bulgária         |
| 2019 | Baku, Azerbaijão     | Rússia          | Bielorrússia | Bulgária         |
| 2020 | Kiev, Ucrânia        | Ucrânia         | Israel       | Azerbaijão       |
| 2021 | Varna, Bulgária      | Rússia          | Bielorrússia | Israel           |
| 2022 | Tel Aviv, Israel     | Bulgária        | Itália       | Israel           |

### Individual Sênior

#### Geral
| Ano  | Local                   | Ouro                                                   | Prata                | Bronze                |
| ---- | ----------------------- | ------------------------------------------------------ | -------------------- | --------------------- |
| 1978 | Madrid, Espanha         | Galima Shugurova                                       | Irina Deriugina      | Susana Mendizábal     |
| 1980 | Amsterdã, Países Baixos | Iliana Raeva                                           | Lilia Ignatova       | Inessa Lisovskaya     |
| 1982 | Stavanger, Noruega      | Dalia Kutkaitė Anelia Ralenkova                        | Nenhuma premiada     | Iliana Raeva          |
| 1984 | Viena, Áustria          | Galina Beloglazova Anelia Ralenkova                    | Nenhuma premiada     | Diliana Georgieva     |
| 1986 | Florença, Itália        | Lilia Ignatova Bianka Panova                           | Nenhuma premiada     | Galina Beloglazova    |
| 1988 | Helsinque, Finlândia    | Adriana Dunavska Elizabeth Koleva Alexandra Timoshenko | Nenhuma premiada     | Nenhuma premiada      |
| 1990 | Gotemburgo, Suécia      | Julia Baicheva Alexandra Timoshenko                    | Nenhuma premiada     | Oksana Skaldina       |
| 1992 | Stuttgart, Alemanha     | Maria Petrova                                          | Alexandra Timoshenko | Oksana Kostina        |
| 1994 | Tessalônica, Grécia     | Maria Petrova                                          | Olena Vitrychenko    | Amina Zaripova        |
| 1996 | Asker, Noruega          | Kateryna Serebrianska                                  | Yana Batyrshina      | Amina Zaripova        |
| 1997 | Patras, Grécia          | Olena Vitrychenko                                      | Tatiana Ogrizko      | Kateryna Serebrianska |
| 1998 | Porto, Portugal         | Alina Kabaeva                                          | Evgenia Pavlina      | Yana Batyrshina       |
| 1999 | Budapeste, Hungria      | Alina Kabaeva                                          | Yulia Raskina        | Eva Serrano           |
| 2000 | Zaragoza, Espanha       | Alina Kabaeva                                          | Yulia Raskina        | Yulia Barsoukova      |
| 2002 | Granada, Espanha        | Alina Kabaeva                                          | Tamara Yerofeeva     | Anna Bessonova        |
| 2004 | Kiev, Ucrânia           | Alina Kabaeva                                          | Anna Bessonova       | Irina Tchachina       |
| 2006 | Moscou, Rússia          | Vera Sessina                                           | Alina Kabaeva        | Anna Bessonova        |
| 2008 | Turim, Itália           | Evgeniya Kanaeva                                       | Anna Bessonova       | Olga Kapranova        |
| 2010 | Bremen, Alemanha        | Evgeniya Kanaeva                                       | Daria Kondakova      | Aliya Garayeva        |
| 2012 | Nijni Novgorod, Rússia  | Evgeniya Kanaeva                                       | Alexandra Merkulova  | Aliya Garayeva        |
| 2014 | Baku, Azerbaijão        | Yana Kudryavtseva                                      | Melitina Staniouta   | Ganna Rizatdinova     |
| 2016 | Holon, Israel           | Yana Kudryavtseva                                      | Margarita Mamun      | Ganna Rizatdinova     |
| 2018 | Guadalajara, Espanha    | Arina Averina                                          | Dina Averina         | Katsiaryna Halkina    |
| 2020 | Kiev, Ucrânia           | Linoy Ashram                                           | Alina Harnasko       | Anastasiia Salos      |
| 2021 | Varna, Bulgária         | Arina Averina                                          | Boryana Kaleyn       | Dina Averina          |
| 2022 | Tel Aviv, Israel        | Daria Atamanov                                         | Boryana Kaleyn       | Stiliana Nikolova     |

#### Corda
| Ano  | Local                   | Ouro                                                 | Prata                       | Bronze                                           |
| ---- | ----------------------- | ---------------------------------------------------- | --------------------------- | ------------------------------------------------ |
| 1978 | Madrid, Espanha         | Galima Shugurova                                     | Irina Deriugina             | Christine Gurova                                 |
| 1980 | Amsterdã, Países Baixos | Iliana Raeva                                         | Elena Tomas                 | Daniela Bošanská                                 |
| 1982 | Stavanger, Noruega      | Anelia Ralenkova                                     | Irina Devina Iliana Raeva   | Nenhuma premiada                                 |
| 1986 | Florença, Itália        | Lilia Ignatova Bianka Panova                         | Nenhuma premiada            | Marina Lobatch                                   |
| 1988 | Helsinque, Finlândia    | Elizabeth Koleva Marina Lobatch Alexandra Timoshenko | Nenhuma premiada            | Nenhuma premiada                                 |
| 1990 | Gotemburgo, Suécia      | Oksana Skaldina                                      | Alexandra Timoshenko        | Julia Baicheva Dimitrinka Todorova               |
| 1992 | Stuttgart, Alemanha     | Oksana Skaldina                                      | Alexandra Timoshenko        | Maria Petrova                                    |
| 1994 | Tessalônica, Grécia     | Olena Vitrychenko                                    | Julia Rosliakova            | Diana Popova                                     |
| 1996 | Asker, Noruega          | Kateryna Serebrianska                                | Tatiana Ogrizko             | Larisa Lukyanenko Diana Popova Olena Vitrychenko |
| 1997 | Patras, Grécia          | Kateryna Serebrianska                                | Yana Batyrshina Eva Serrano | Nenhuma premiada                                 |
| 1998 | Porto, Portugal         | Yana Batyrshina                                      | Kateryna Serebrianska       | Olena Vitrychenko                                |
| 1999 | Budapeste, Hungria      | Yulia Barsukova                                      | Olena Vitrychenko           | Alina Kabaeva                                    |
| 2000 | Zaragoza, Espanha       | Yulia Barsukova                                      | Tamara Yerofeeva            | Alina Kabaeva                                    |
| 2001 | Genebra, Suíça          | Irina Tchachina                                      | Alina Kabaeva               | Elena Tkachenko                                  |
| 2005 | Moscou, Rússia          | Irina Tchachina                                      | Olga Kapranova              | Anna Bessonova                                   |
| 2007 | Baku, Azerbaijão        | Aliya Garayeva                                       | Vera Sessina                | Olga Kapranova                                   |
| 2009 | Baku, Azerbaijão        | Evgeniya Kanaeva                                     | Vera Sessina                | Anna Bessonova                                   |

#### Arco
| Ano  | Local                   | Ouro                                                                  | Prata                               | Bronze                    |
| ---- | ----------------------- | --------------------------------------------------------------------- | ----------------------------------- | ------------------------- |
| 1980 | Amsterdã, Países Baixos | Iliana Raeva                                                          | Lilia Ignatova                      | Carmen Rischer            |
| 1982 | Stavanger, Noruega      | Anelia Ralenkova                                                      | Dalia Kutkaitė                      | Irina Devina Iliana Raeva |
| 1984 | Viena, Áustria          | Lilia Ignatova Anelia Ralenkova                                       | Nenhuma premiada                    | Galina Beloglazova        |
| 1988 | Helsinque, Finlândia    | Adriana Dunavska Bianka Panova Alexandra Timoshenko                   | Nenhuma premiada                    | Nenhuma premiada          |
| 1990 | Gotemburgo, Suécia      | Oksana Skaldina                                                       | Julia Baicheva Alexandra Timoshenko | Nenhuma premiada          |
| 1992 | Stuttgart, Alemanha     | Oksana Kostina Larisa Lukyanenko Oksana Skaldina Alexandra Timoshenko | Nenhuma premiada                    | Nenhuma premiada          |
| 1994 | Tessalônica, Grécia     | Olena Vitrychenko                                                     | Maria Petrova                       | Amina Zaripova            |
| 1997 | Patras, Grécia          | Olena Vitrychenko                                                     | Tatiana Ogrizko Maria Pangalou      | Nenhuma premiada          |
| 1998 | Porto, Portugal         | Kateryna Serebrianska                                                 | Yana Batyrshina                     | Eva Serrano               |
| 1999 | Budapeste, Hungria      | Alina Kabaeva                                                         | Yulia Raskina                       | Yulia Barsukova           |
| 2000 | Zaragoza, Espanha       | Alina Kabaeva Eva Serrano                                             | Nenhuma premiada                    | Yulia Barsukova           |
| 2001 | Genebra, Suíça          | Alina Kabaeva                                                         | Irina Tchachina                     | Tamara Yerofeeva          |
| 2003 | Riesa, Alemanha         | Anna Bessonova                                                        | Zarina Gizikova                     | Tamara Yerofeeva          |
| 2007 | Baku, Azerbaijão        | Olga Kapranova                                                        | Anna Bessonova                      | Vera Sessina              |
| 2009 | Baku, Azerbaijão        | Evgeniya Kanaeva                                                      | Vera Sessina                        | Anna Bessonova            |
| 2011 | Minsk, Bielorrússia     | Evgeniya Kanaeva                                                      | Daria Kondakova                     | Liubov Charkashyna        |
| 2013 | Viena, Áustria          | Daria Svatkovskaya                                                    | Margarita Mamun                     | Melitina Staniouta        |
| 2015 | Minsk, Bielorrússia     | Margarita Mamun                                                       | Melitina Staniouta                  | Katsiaryna Halkina        |
| 2017 | Budapeste, Hungria      | Dina Averina                                                          | Aleksandra Soldatova                | Linoy Ashram              |
| 2019 | Baku, Azerbaijão        | Dina Averina                                                          | Katsiaryna Halkina                  | Nicol Zelikman            |
| 2021 | Varna, Bulgária         | Dina Averina                                                          | Linoy Ashram                        | Anastasiia Salos          |
| 2022 | Tel Aviv, Israel        | Sofia Raffaeli                                                        | Daria Atamanov                      | Boryana Kaleyn            |

#### Bola
| Ano  | Local               | Ouro                                                   | Prata                                            | Bronze                                |
| ---- | ------------------- | ------------------------------------------------------ | ------------------------------------------------ | ------------------------------------- |
| 1978 | Madrid, Espanha     | Irina Deriugina                                        | Galima Shugurova                                 | Christine Gurova                      |
| 1984 | Viena, Áustria      | Anelia Ralenkova                                       | Galina Beloglazova Lilia Ignatova Dalia Kutkaitė | Nenhuma premiada                      |
| 1986 | Florença, Itália    | Galina Beloglazova Tatiana Druchinina Adriana Dunavska | Nenhuma premiada                                 | Nenhuma premiada                      |
| 1990 | Gotemburgo, Suécia  | Oksana Skaldina Alexandra Timoshenko                   | Nenhuma premiada                                 | Julia Baicheva Irina Deleanu          |
| 1992 | Stuttgart, Alemanha | Oksana Kostina Alexandra Timoshenko                    | Nenhuma premiada                                 | Larisa Lukyanenko Dimitrinka Todorova |
| 1994 | Tessalônica, Grécia | Kateryna Serebrianska Amina Zaripova                   | Nenhuma premiada                                 | Larisa Lukyanenko Maria Petrova       |
| 1996 | Asker, Noruega      | Kateryna Serebrianska                                  | Yana Batyrshina Olena Vitrychenko                | Nenhuma premiada                      |
| 1999 | Budapeste, Hungria  | Olena Vitrychenko                                      | Yulia Barsukova                                  | Eva Serrano                           |
| 2000 | Zaragoza, Espanha   | Alina Kabaeva Yulia Raskina                            | Nenhuma premiada                                 | Yulia Barsukova                       |
| 2001 | Genebra, Suíça      | Alina Kabaeva                                          | Irina Tchachina                                  | Elena Tkachenko                       |
| 2003 | Riesa, Alemanha     | Zarina Gizikova                                        | Anna Bessonova                                   | Inna Zhukova                          |
| 2005 | Moscou, Rússia      | Olga Kapranova                                         | Anna Bessonova                                   | Inna Zhukova                          |
| 2009 | Baku, Azerbaijão    | Evgeniya Kanaeva                                       | Anna Bessonova                                   | Anna Gurbanova                        |
| 2011 | Minsk, Bielorrússia | Liubov Charkashyna                                     | Evgeniya Kanaeva                                 | Darya Dmitriyeva                      |
| 2013 | Viena, Áustria      | Yana Kudryavtseva                                      | Margarita Mamun                                  | Silvia Miteva                         |
| 2015 | Minsk, Bielorrússia | Yana Kudryavtseva                                      | Margarita Mamun                                  | Melitina Staniouta                    |
| 2017 | Budapeste, Hungria  | Arina Averina                                          | Aleksandra Soldatova                             | Alina Harnasko                        |
| 2019 | Baku, Azerbaijão    | Arina Averina                                          | Aleksandra Soldatova                             | Boryana Kaleyn                        |
| 2021 | Varna, Bulgária     | Dina Averina                                           | Linoy Ashram                                     | Alina Harnasko                        |
| 2022 | Tel Aviv, Israel    | Boryana Kaleyn                                         | Sofia Raffaeli                                   | Darja Varfolomeev                     |

#### Maças
| Ano  | Local                   | Ouro                                                | Prata                                                 | Bronze                                |
| ---- | ----------------------- | --------------------------------------------------- | ----------------------------------------------------- | ------------------------------------- |
| 1980 | Amsterdã, Países Baixos | Lilia Ignatova Iliana Raeva                         | Nenhuma premiada                                      | Inessa Lisovskaya                     |
| 1982 | Stavanger, Noruega      | Dalia Kutkaitė                                      | Anelia Ralenkova                                      | Irina Devina Iliana Raeva             |
| 1984 | Viena, Áustria          | Diliana Georgieva Anelia Ralenkova                  | Nenhuma premiada                                      | Galina Beloglazova Dalia Kutkaitė     |
| 1986 | Florença, Itália        | Lilia Ignatova Bianka Panova                        | Nenhuma premiada                                      | Galina Beloglazova                    |
| 1988 | Helsinque, Finlândia    | Adriana Dunavska Alexandra Timoshenko               | Nenhuma premiada                                      | Elizabeth Koleva Marina Lobatch       |
| 1992 | Stuttgart, Alemanha     | Oksana Kostina Oksana Skaldina Alexandra Timoshenko | Nenhuma premiada                                      | Nenhuma premiada                      |
| 1994 | Tessalônica, Grécia     | Larisa Lukyanenko Amina Zaripova                    | Nenhuma premiada                                      | Kateryna Serebrianska                 |
| 1996 | Asker, Noruega          | Amina Zaripova                                      | Kateryna Serebrianska                                 | Natalia Lipkovskaya Olena Vitrychenko |
| 1997 | Patras, Grécia          | Natalia Lipkovskaya                                 | Yana Batyrshina Tatiana Ogrizko Kateryna Serebrianska | Nenhuma premiada                      |
| 1998 | Porto, Portugal         | Olena Vitrychenko                                   | Eva Serrano                                           | Yulia Raskina                         |
| 2001 | Genebra, Suíça          | Alina Kabaeva                                       | Irina Tchachina                                       | Tamara Yerofeeva                      |
| 2003 | Riesa, Alemanha         | Anna Bessonova                                      | Tamara Yerofeeva                                      | Simona Peycheva                       |
| 2005 | Moscou, Rússia          | Irina Tchachina                                     | Olga Kapranova                                        | Anna Bessonova                        |
| 2007 | Baku, Azerbaijão        | Vera Sessina                                        | Olga Kapranova                                        | Anna Bessonova                        |
| 2011 | Minsk, Bielorrússia     | Liubov Charkashyna                                  | Neta Rivkin                                           | Alina Maskymenko                      |
| 2013 | Viena, Áustria          | Yana Kudryavtseva                                   | Margarita Mamun                                       | Melitina Staniouta                    |
| 2015 | Minsk, Bielorrússia     | Yana Kudryavtseva                                   | Ganna Rizatdinova                                     | Katsiaryna Halkina Melitina Staniouta |
| 2017 | Budapeste, Hungria      | Arina Averina                                       | Dina Averina                                          | Linoy Ashram                          |
| 2019 | Baku, Azerbaijão        | Arina Averina                                       | Dina Averina                                          | Vlada Nikolchenko                     |
| 2021 | Varna, Bulgária         | Linoy Ashram                                        | Dina Averina                                          | Anastasiia Salos                      |
| 2022 | Tel Aviv, Israel        | Sofia Raffaeli                                      | Daria Atamanov                                        | Darja Varfolomeev                     |

#### Fita
| Ano  | Local                   | Ouro                                          | Prata                                                              | Bronze                       |
| ---- | ----------------------- | --------------------------------------------- | ------------------------------------------------------------------ | ---------------------------- |
| 1978 | Madrid, Espanha         | Galima Shugurova                              | Daniela Bošanská Irina Deriugina                                   | Nenhuma premiada             |
| 1980 | Amsterdã, Países Baixos | Lilia Ignatova                                | Iliana Raeva                                                       | Inessa Lisovskaya            |
| 1982 | Stavanger, Noruega      | Lilia Ignatova Dalia Kutkaitė                 | Nenhuma premiada                                                   | Iliana Raeva                 |
| 1984 | Viena, Áustria          | Galina Beloglazova Diliana Georgieva          | Nenhuma premiada                                                   | Anelia Ralenkova             |
| 1986 | Florença, Itália        | Galina Beloglazova                            | Lilia Ignatova Bianka Panova                                       | Nenhuma premiada             |
| 1988 | Helsinque, Finlândia    | Adriana Dunavska Marina Lobatch Bianka Panova | Nenhuma premiada                                                   | Nenhuma premiada             |
| 1990 | Gotemburgo, Suécia      | Oksana Skaldina                               | Julia Baicheva                                                     | Dimitrinka Todorova          |
| 1994 | Tessalônica, Grécia     | Kateryna Serebrianska Olena Vitrychenko       | Nenhuma premiada                                                   | Amina Zaripova               |
| 1996 | Asker, Noruega          | Kateryna Serebrianska                         | Larisa Lukyanenko                                                  | Tatiana Ogrizko Diana Popova |
| 1997 | Patras, Grécia          | Yana Batyrshina                               | Maria Pangalou Kateryna Serebrianska Eva Serrano Olena Vitrychenko | Nenhuma premiada             |
| 1998 | Porto, Portugal         | Evgenia Pavlina                               | Yana Batyrshina                                                    | Kateryna Serebrianska        |
| 1999 | Budapeste, Hungria      | Olena Vitrychenko                             | Alina Kabaeva                                                      | Yulia Raskina                |
| 2000 | Zaragoza, Espanha       | Alina Kabaeva                                 | Eva Serrano                                                        | Yulia Raskina                |
| 2003 | Riesa, Alemanha         | Anna Bessonova                                | Inna Zhukova                                                       | Tamara Yerofeeva             |
| 2005 | Moscou, Rússia          | Natalia Godunko                               | Anna Bessonova                                                     | Inna Zhukova                 |
| 2007 | Baku, Azerbaijão        | Evgeniya Kanaeva                              | Anna Bessonova                                                     | Vera Sessina                 |
| 2009 | Baku, Azerbaijão        | Evgeniya Kanaeva                              | Vera Sessina                                                       | Anna Bessonova               |
| 2011 | Minsk, Bielorrússia     | Evgeniya Kanaeva                              | Daria Kondakova                                                    | Silvia Miteva                |
| 2013 | Viena, Áustria          | Margarita Mamun                               | Ganna Rizatdinova                                                  | Silvia Miteva                |
| 2015 | Minsk, Bielorrússia     | Yana Kudryavtseva                             | Melitina Staniouta                                                 | Marina Durunda               |
| 2017 | Budapeste, Hungria      | Dina Averina                                  | Katrin Taseva                                                      | Neviana Vladinova            |
| 2019 | Baku, Azerbaijão        | Dina Averina                                  | Aleksandra Soldatova                                               | Boryana Kaleyn               |
| 2021 | Varna, Bulgária         | Dina Averina                                  | Alina Harnasko                                                     | Arina Averina                |
| 2022 | Tel Aviv, Israel        | Boryana Kaleyn                                | Daria Atamanov                                                     | Adi Asya Katz                |

### Grupos Sênior

#### Geral
| Ano  | Local                   | Ouro             | Prata            | Bronze         |
| ---- | ----------------------- | ---------------- | ---------------- | -------------- |
| 1978 | Madrid, Espanha         | Bulgária         | União Soviética  | Czechoslovakia |
| 1980 | Amsterdã, Países Baixos | Bulgária         | União Soviética  | Czechoslovakia |
| 1982 | Stavanger, Noruega      | União Soviética  | Bulgária         | Czechoslovakia |
| 1984 | Viena, Áustria          | Bulgária         | União Soviética  | Espanha        |
| 1986 | Florença, Itália        | Bulgária         | União Soviética  | Espanha        |
| 1988 | Helsinque, Finlândia    | Bulgária         | União Soviética  | Hungary        |
| 1990 | Gotemburgo, Suécia      | Bulgária         | União Soviética  | Espanha        |
| 1992 | Stuttgart, Alemanha     | Rússia · Espanha | Nenhuma premiada | Hungary        |
| 1993 | Bucareste, Romênia      | Rússia           | Bulgária         | Espanha        |
| 1995 | Praga, República Tcheca | Rússia           | Bulgária         | Espanha        |
| 1997 | Patras, Grécia          | Rússia           | Grécia           | Ucrânia        |
| 1999 | Budapeste, Hungria      | Grécia           | Rússia           | Bielorrússia   |
| 2001 | Genebra, Suíça          | Rússia           | Grécia           | Bielorrússia   |
| 2003 | Riesa, Alemanha         | Rússia           | Bulgária         | Itália         |
| 2006 | Moscou, Rússia          | Rússia           | Itália           | Bielorrússia   |
| 2008 | Turim, Itália           | Rússia           | Bielorrússia     | Itália         |
| 2010 | Bremen, Alemanha        | Rússia           | Itália           | Bielorrússia   |
| 2012 | Nijni Novgorod, Rússia  | Rússia           | Bielorrússia     | Itália         |
| 2014 | Baku, Azerbaijão        | Rússia           | Itália           | Israel         |
| 2016 | Holon, Israel           | Rússia           | Bielorrússia     | Israel         |
| 2018 | Guadalajara, Espanha    | Rússia           | Itália           | Bulgária       |
| 2020 | Kiev, Ucrânia           | Israel           | Azerbaijão       | Ucrânia        |
| 2021 | Varna, Bulgária         | Rússia           | Itália           | Israel         |
| 2022 | Tel Aviv, Israel        | Israel           | Itália           | Azerbaijão     |

#### Conjunto Simples
| Ano  | Local                   | Ouro         | Prata             | Bronze                   |
| ---- | ----------------------- | ------------ | ----------------- | ------------------------ |
| 1988 | Helsinque, Finlândia    | Bulgária     | União Soviética   | Espanha                  |
| 1990 | Gotemburgo, Suécia      | Bulgária     | Espanha           | Itália · União Soviética |
| 1992 | Stuttgart, Alemanha     | Rússia       | Bulgária          | Espanha                  |
| 1993 | Bucareste, Romênia      | Rússia       | Bulgária          | Hungary Romania          |
| 1995 | Praga, República Tcheca | Rússia       | Bulgária          | Espanha                  |
| 1997 | Patras, Grécia          | Rússia       | Espanha · Ucrânia | Nenhuma premiada         |
| 1999 | Budapeste, Hungria      | Grécia       | Rússia            | Bielorrússia             |
| 2001 | Genebra, Suíça          | Rússia       | Ucrânia           | Grécia                   |
| 2003 | Riesa, Alemanha         | Rússia       | Bulgária          | Bielorrússia             |
| 2006 | Moscou, Rússia          | Rússia       | Bielorrússia      | Itália                   |
| 2008 | Turim, Itália           | Itália       | Bielorrússia      | Bulgária                 |
| 2010 | Bremen, Alemanha        | Rússia       | Bielorrússia      | Itália                   |
| 2012 | Nijni Novgorod, Rússia  | Rússia       | Bielorrússia      | Bulgária                 |
| 2014 | Baku, Azerbaijão        | Bulgária     | Rússia            | Espanha                  |
| 2016 | Holon, Israel           | Bielorrússia | Israel            | Espanha                  |
| 2018 | Guadalajara, Espanha    | Itália       | Ucrânia           | Rússia                   |
| 2020 | Kiev, Ucrânia           | Ucrânia      | Israel            | Estonia                  |
| 2021 | Varna, Bulgária         | Bulgária     | Rússia            | Israel                   |
| 2022 | Tel Aviv, Israel        | Itália       | Israel            | Azerbaijão               |

#### Conjunto Misto
| Ano  | Local                   | Ouro                       | Prata            | Bronze       |
| ---- | ----------------------- | -------------------------- | ---------------- | ------------ |
| 1988 | Helsinque, Finlândia    | Bulgária · União Soviética | Nenhuma premiada | Itália       |
| 1990 | Gotemburgo, Suécia      | Bulgária · União Soviética | Nenhuma premiada | Espanha      |
| 1992 | Stuttgart, Alemanha     | Espanha                    | Rússia           | Ucrânia      |
| 1993 | Bucareste, Romênia      | Bulgária · Rússia          | Nenhuma premiada | Espanha      |
| 1995 | Praga, República Tcheca | Bulgária                   | Espanha          | França       |
| 1997 | Patras, Grécia          | Bielorrússia               | Bulgária         | Espanha      |
| 1999 | Budapeste, Hungria      | Grécia                     | Rússia           | Espanha      |
| 2001 | Genebra, Suíça          | Bielorrússia               | Grécia           | Bulgária     |
| 2003 | Riesa, Alemanha         | Bulgária                   | Grécia           | Itália       |
| 2006 | Moscou, Rússia          | Rússia                     | Itália           | Bulgária     |
| 2008 | Turim, Itália           | Rússia                     | Itália           | Bielorrússia |
| 2010 | Bremen, Alemanha        | Rússia                     | Itália           | Bielorrússia |
| 2012 | Nijni Novgorod, Rússia  | Bielorrússia               | Bulgária         | Itália       |
| 2014 | Baku, Azerbaijão        | Rússia                     | Azerbaijão       | Bulgária     |
| 2016 | Holon, Israel           | Israel                     | Espanha          | Bulgária     |
| 2018 | Guadalajara, Espanha    | Bulgária                   | Itália           | Azerbaijão   |
| 2020 | Kiev, Ucrânia           | Turquia                    | Ucrânia          | Azerbaijão   |
| 2021 | Varna, Bulgária         | Israel                     | Bulgária         | Itália       |
| 2022 | Tel Aviv, Israel        | Itália                     | Espanha          | Azerbaijão   |

## Quadro geral de medalhas
1978–2022, apenas eventos sênior
- Última atualização após o Campeonato Europeu de Ginástica Rítmica de 2022

| Pos.                | País                | Ouro | Prata | Bronze | Total |
| ------------------- | ------------------- | ---- | ----- | ------ | ----- |
| 1                   | Rússia              | 105  | 46    | 24     | 175   |
| 2                   | Bulgária            | 55   | 26    | 41     | 122   |
| 3                   | Ucrânia             | 30   | 34    | 28     | 92    |
| 4                   | União Soviética     | 28   | 18    | 14     | 60    |
| 5                   | Bielorrússia        | 11   | 32    | 36     | 79    |
| 6                   | Israel              | 7    | 10    | 10     | 27    |
| 7                   | Itália              | 6    | 12    | 10     | 28    |
| 8                   | Grécia              | 3    | 6     | 1      | 10    |
| 9                   | Espanha             | 2    | 5     | 17     | 24    |
| 10                  | França              | 1    | 4     | 4      | 9     |
| 11                  | Azerbaijão          | 1    | 3     | 11     | 15    |
| 12                  | Turquia             | 1    | 0     | 0      | 1     |
| 13                  | Checoslováquia      | 0    | 1     | 4      | 5     |
| 14                  | Alemanha            | 0    | 0     | 3      | 3     |
| 14                  | Hungria             | 0    | 0     | 3      | 3     |
| 16                  | Roménia             | 0    | 0     | 2      | 2     |
| 17                  | Alemanha Ocidental  | 0    | 0     | 1      | 1     |
| 17                  | Estónia             | 0    | 0     | 1      | 1     |
| Total (18 entradas) | Total (18 entradas) | 250  | 197   | 210    | 657   |

## Múltiplos medalhistas de ouro
Negrito denota ginastas rítmicas ativos e maior contagem de medalhas entre todas as ginastas rítmicas (incluindo aquelas que não estão incluídas nestas tabelas) por tipo.

### Todos os eventos
| Pos. | Ginasta               | País                      | De   | Até  | Ouro | Prata | Bronze | Total |
| ---- | --------------------- | ------------------------- | ---- | ---- | ---- | ----- | ------ | ----- |
| 1    | Alina Kabaeva         | Rússia                    | 1998 | 2006 | 15   | 3     | 3      | 21    |
| 2    | Evgeniya Kanaeva      | Rússia                    | 2007 | 2012 | 13   | 1     | –      | 14    |
| 3    | Olena Vitrychenko     | Ucrânia                   | 1992 | 1999 | 10   | 5     | 4      | 19    |
| 4    | Kateryna Serebrianska | Ucrânia                   | 1994 | 1998 | 10   | 5     | 3      | 18    |
| 5    | Dina Averina          | Rússia                    | 2017 | 2021 | 10   | 4     | 1      | 15    |
| 6    | Alexandra Timoshenko  | União Soviética · Ucrânia | 1988 | 1992 | 10   | 4     | –      | 14    |
| 7    | Arina Averina         | Rússia                    | 2017 | 2021 | 9    | –     | 1      | 10    |
| 8    | Yana Kudryavtseva     | Rússia                    | 2013 | 2016 | 9    | –     | –      | 9     |
| 9    | Oksana Skaldina       | União Soviética · Ucrânia | 1990 | 1992 | 8    | –     | 1      | 9     |
| 10   | Lilia Ignatova        | Bulgária                  | 1980 | 1986 | 7    | 4     | –      | 11    |

### Eventos individuais
| Pos. | Ginasta               | País                      | De   | Até  | Ouro | Prata | Bronze | Total |
| ---- | --------------------- | ------------------------- | ---- | ---- | ---- | ----- | ------ | ----- |
| 1    | Alina Kabaeva         | Rússia                    | 1998 | 2006 | 12   | 3     | 2      | 17    |
| 2    | Evgeniya Kanaeva      | Rússia                    | 2007 | 2012 | 10   | 1     | –      | 11    |
| 3    | Alexandra Timoshenko  | União Soviética · Ucrânia | 1988 | 1992 | 9    | 4     | –      | 13    |
| 4    | Kateryna Serebrianska | Ucrânia                   | 1994 | 1998 | 8    | 4     | 3      | 15    |
| 4    | Olena Vitrychenko     | Ucrânia                   | 1994 | 1999 | 8    | 4     | 3      | 15    |
| 6    | Dina Averina          | Rússia                    | 2017 | 2021 | 7    | 4     | 1      | 12    |
| 7    | Lilia Ignatova        | Bulgária                  | 1980 | 1986 | 7    | 4     | –      | 11    |
| 8    | Anelia Ralenkova      | Bulgária                  | 1982 | 1984 | 7    | 1     | 1      | 9     |
| 9    | Oksana Skaldina       | União Soviética · Ucrânia | 1990 | 1992 | 7    | –     | 1      | 8     |
| 10   | Yana Kudryavtseva     | Rússia                    | 2013 | 2016 | 7    | –     | –      | 7     |

### Recordes
| Categoria     | Todos os eventos                                                | Eventos individuais                                            |
| ------------- | --------------------------------------------------------------- | -------------------------------------------------------------- |
| Mais medalhas | - Anna Bessonova : 24 medalhas (3 ouros, 12 pratas e 9 bronzes) | - Anna Bessonova : 19 medalhas (3 ouros, 8 pratas e 8 bronzes) |

## Campeonato Europeu Juvenil
O Campeonato Europeu Juvenil de ginástica rítmica foi realizado pela primeira vez em 1987. Antes de 1993, eles eram realizados como um evento separado. Desde a edição de 1993 em Bucareste, na Romênia, o Campeonato Europeu Juvenil foi integrado no Campeonato Europeu sênior.